# Elfenbenskysten ved OL
Elfenbenskysten deltog første gang i olympiske lege under Sommer-OL 1964 i Tokyo, og har siden deltaget i samtlige sommerlege undtaget Sommer-OL 1980 i Moskva som de boykottede. Gabriel Tiacoh vandt deres hidtil eneste medalje, da han vandt sølv på 400 meter under Sommer-OL 1984 i Los Angeles. Elfenbenskysten har aldrig deltaget i vinterlege. 

## Medaljeoversigt
| Elfenbenskystens medaljer under de olympiske sommerlege | Elfenbenskystens medaljer under de olympiske sommerlege | Elfenbenskystens medaljer under de olympiske sommerlege | Elfenbenskystens medaljer under de olympiske sommerlege | Elfenbenskystens medaljer under de olympiske sommerlege | Elfenbenskystens medaljer under de olympiske sommerlege |
| ------------------------------------------------------- | ------------------------------------------------------- | ------------------------------------------------------- | ------------------------------------------------------- | ------------------------------------------------------- | ------------------------------------------------------- |
| Lege                                                    | Guld                                                    | Sølv                                                    | Bronze                                                  | Totalt                                                  | Rang                                                    |
| 1964 Tokyo                                              | 0                                                       | 0                                                       | 0                                                       | 0                                                       | –                                                       |
| 1968 Mexico by                                          | 0                                                       | 0                                                       | 0                                                       | 0                                                       | –                                                       |
| 1972 München                                            | 0                                                       | 0                                                       | 0                                                       | 0                                                       | –                                                       |
| 1972 Montréal                                           | 0                                                       | 0                                                       | 0                                                       | 0                                                       | –                                                       |
| 1980 Moskva                                             | Deltog ikke                                             | Deltog ikke                                             | Deltog ikke                                             | Deltog ikke                                             | Deltog ikke                                             |
| 1984 Los Angeles                                        | 0                                                       | 1                                                       | 0                                                       | 1                                                       | 33                                                      |
| 1988 Seoul                                              | 0                                                       | 0                                                       | 0                                                       | 0                                                       | –                                                       |
| 1992 Barcelona                                          | 0                                                       | 0                                                       | 0                                                       | 0                                                       | –                                                       |
| 1996 Atlanta                                            | 0                                                       | 0                                                       | 0                                                       | 0                                                       | –                                                       |
| 2000 Sydney                                             | 0                                                       | 0                                                       | 0                                                       | 0                                                       | –                                                       |
| 2004 Athen                                              | 0                                                       | 0                                                       | 0                                                       | 0                                                       | –                                                       |
| 2008 Beijing                                            | 0                                                       | 0                                                       | 0                                                       | 0                                                       | –                                                       |
| 2012 London                                             | 0                                                       | 0                                                       | 0                                                       | 0                                                       | –                                                       |
| 2016 Rio de Janeiro                                     | 1                                                       | 0                                                       | 1                                                       | 2                                                       | 51                                                      |
| 2020 Tokyo                                              |                                                         |                                                         |                                                         |                                                         |                                                         |
| Totalt                                                  | 1                                                       | 1                                                       | 1                                                       | 3                                                       |                                                         |

## Medaljevindere
| Medalje | Navn                | År                  | Sport     | Øvelse                |
| ------- | ------------------- | ------------------- | --------- | --------------------- |
| Sølv    | Gabriel Tiacoh      | 1984 Los Angeles    | Atletik   | 400 meter løb, herrer |
| Guld    | Cheick Sallah Cisse | 2016 Rio de Janeiro | Taekwondo | 80 kg, herrer         |
| Bronze  | Ruth Gbagbi         | 2016 Rio de Janeiro | Taekwondo | 67 kg, damer          |